# 유럽 고속도로 63호선
유럽 고속도로 63호선(European route E63)은 핀란드의 소단퀼래와 투르쿠를 사이에 이어주는 유럽 고속도로 노선으로, 총 연장은 1,126km이다. 주요 경유지는 소단퀼래, 펠코센니에미, 케미자르비, 쿠사모, 수오무살미, 카야니, 이살미, 쿠오피오, 수오네뇨키, 리에베스투오레, 이위배스퀼래, 야스마, 오리베시, 탐페레, 아카, 로이마, 투르쿠 등이 있다. 그러나 이 도로는 유럽 고속도로 노선 중에서 유일하게 전 구간에 걸쳐 핀란드 관내에만 관통되어 있는 도로이기도 하며, 소단퀼래에서 쿠오피오 사이의 구간은 국도 제5호선을 연결시켜 주고, 쿠오피오에서 투르쿠 사이의 구간은 국도 제9호선과도 연결된다.